# Gabelstreifenmakis
Die Gabelstreifenmakis oder Gabelstreifigen Katzenmakis (Phaner) sind eine Primatengattung aus der Familie der Katzenmakis innerhalb der Lemuren. Die Gattung umfasst vier Arten, die Tiere haben sich an eine Ernährung von Baumsäften spezialisiert.

## Beschreibung
Mit einer Kopfrumpflänge von 23 bis 29 Zentimetern, einer Schwanzlänge von 29 bis 37 Zentimetern und einem Gewicht von 300 bis 500 Gramm zählen Gabelstreifenmakis zu den größeren Vertretern ihrer Familie. Ihr Fell ist an der Oberseite rötlichbraun, graubraun oder grau gefärbt, die Kehle und der Bauch sind heller, meist gelblich. Ihren Namen verdanken die Tiere der auffälligen Gesichtszeichnung, zwei schwarzen Streifen, die von der Oberseite des Kopfes über die Augen verlaufen und sich an der Schnauze treffen. Ein weiteres Charakteristikum ist der dunkle Aalstrich, der entlang des Rückens bis zur Schwanzwurzel verläuft. Einige Merkmale stellen Anpassungen an ihre spezialisierte Ernährung: die Hände und Füße sind relativ groß, die Fingernägel sind gekielt wie Nägel, was einen besseren Halt am Baumstamm ermöglicht. Die oberen und unteren Schneidezähne stehen nach vorn, die oberen Eckzähne und Prämolaren sind verlängert, was das Aufbeißen der Baumrinde erleichtert. Die Zunge ist lang und schmal, der Blinddarm ist vergrößert. Damit zeigen die Gabelstreifenmakis einige Konvergenzen zu anderen, nicht näher verwandten Primaten mit einer ähnlichen Lebensweise, etwa den Kielnagelgalagos oder den Marmosetten.

## Verbreitung und Lebensraum

Die Verbreitungsgebiete der vier Arten:
P. furcifer
P. pallescens
P. parienti
P. electromontis

Gabelstreifenmakis kommen wie alle Lemuren nur auf Madagaskar vor, wo sie sowohl die Regenwälder im Osten als auch die Trockenwälder im Westen bewohnen. Die genauen Grenzen der Verbreitungsgebiete der einzelnen Arten sind häufig unklar, ebenso gibt es Populationen, die noch keiner bestimmten Art zugeordnet sind.

## Lebensweise und Ernährung
Nur bei einer Art, dem Westlichen Gabelstreifenmaki ist die Lebensweise besser erforscht. Diese Tiere sind nachtaktiv und schlafen tagsüber in Baumhöhlen, meist in den oberen Baumschichten. In der Nacht gehen sie auf Nahrungssuche, wobei sie sich mit schnellen Bewegungen auf allen vieren durch das Geäst fortbewegen und größere Distanzen zwischen Bäumen (bis zu 10 Meter) springend bewältigen können. Sie leben in monogamen Familiengruppen, bei denen die Partner zwar gemeinsam schlafen und auch in der Nacht immer wieder zusammentreffen, ansonsten aber getrennt auf Nahrungssuche gehen. Mit zahlreichen Lauten verständigen sich die Partner und halten so auch Kontakt zu anderen Gruppen. Es sind territoriale Tiere, die Reviere umfassen rund 4 Hektar.
Die Nahrung der Gabelstreifenmakis besteht zum größten Teil aus Baumsäften. Da diese ganzjährig verfügbar sind, halten sie im Gegensatz zu anderen Katzenmakis keinen Winterschlaf. Ergänzt wird die Nahrung durch Blüten, Nektar und Insekten. Dank ihrer Nektarernährung spielen sie eine wichtige Rolle bei der Pflanzenbestäubung, etwa bei Affenbrotbäumen.

## Fortpflanzung
Im Gegensatz zu den anderen Katzenmakis kommt bei diesen Primaten lediglich ein Jungtier zur Welt, meist im Februar oder März. Das Jungtier verbringt seine ersten Lebenswoche in der elterlichen Baumhöhle, später klammert es sich an den Bauch der Mutter. Wenn es größer geworden ist, reitet es auf ihrem Rücken. Mit rund drei Jahren verlässt es seine Geburtsgruppe. Die Lebenserwartung von Tieren in menschlicher Obhut beträgt bis zu 12 Jahre.

## Bedrohung
Als Hauptbedrohung dieser Primaten gilt die Zerstörung ihres Lebensraums aufgrund von Waldrodungen. Die IUCN listet zwei der vier Arten als „gefährdet“ (vulnerable), die beiden anderen gelten derzeit als nicht gefährdet.

## Systematik
Gabelstreifenmakis bilden das Schwestertaxon aller übrigen Katzenmakis, sie werden in einer eigenen Unterfamilie, Phanerinae geführt. Es werden vier Arten unterschieden, die bis vor kurzem noch als Unterarten einer einzigen Art geführt wurden:
- Der Masoala-Gabelstreifenmaki (Phaner furcifer) lebt in den Regenwäldern im Osten Madagaskars.
- Der Westliche Gabelstreifenmaki (Phaner pallescens) ist im Westen der Insel beheimatet.
- Der Sambirano-Gabelstreifenmaki (Phaner parienti) bewohnt die Sambirano-Region im nordwestlichen Teil.
- Der Nördliche Gabelstreifenmaki (Phaner electromontis) ist in der Region Montagne d’Ambre an der Nordspitze dieser Insel beheimatet.

2010 entdeckte Russell Mittermeier eine bisher unbeschriebene fünfte Art.